# USA Pro Challenge

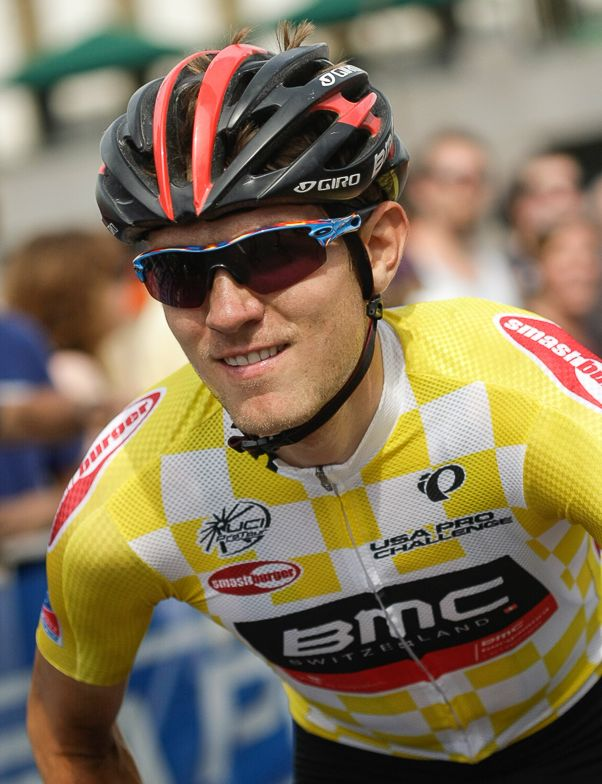
Tejay van Garderen gewann das Rennen 2013 und 2014

Die USA Pro Challenge (bis 2012 USA Pro Cycling Challenge) war ein amerikanisches Straßenradrennen.
Der Wettbewerb wurde auf einer Pressekonferenz im August 2010 vom Gouverneur des Staates Colorado, Bill Ritter, und dem ehemaligen Radrennfahrer Lance Armstrong als Quiznos Pro Challenge vorgestellt, bevor im April 2011 verkündet wurde, dass das Rennen in USA Pro Cycling Challenge umbenannt wurde. Die erste Austragung des Rennens fand im August 2011 statt. Bei der Premierenaustragung waren mit Cadel Evans, Andy und Fränk Schleck alle Fahrer am Start, die in diesem Jahr auf dem Podium der Tour de France gestanden hatten. Start- und Zielort des einwöchigen Etappenrennens war Denver.
Die erste Austragung des Rennens zählte in der UCI-Kategorie 2.1 zur UCI America Tour. Von 2012 bis 2015 gehörte der Wettbewerb der höchsten Kategorie 2.HC der America Tour an.
Für die Austragung im Jahr 2015 fand eine zeitgleiche Austragung des Rennens für Frauen statt.
Für 2016 wurde die Austragung aus finanziellen Gründen abgesagt.

## Palmarès

### Männer
- 2015  Rohan Dennis
- 2014  Tejay van Garderen
- 2013  Tejay van Garderen
- 2012  Christian Vandevelde
- 2011  Levi Leipheimer

### Frauen
- 2015  Kristin Armstrong